# Central de ciclo combinado del Besós
La central de ciclo combinado del Besós es una instalación termoeléctrica de ciclo combinado situada junto a la desembocadura del río Besós en el Mar Mediterráneo, en el término municipal de San Adrián del Besós, en la provincia de Barcelona (España). Consta de dos grupos térmicos de 400 MW alimentados con gas natural, fue conectada a la red en 2002 y es propiedad al 50 % de Endesa (grupo Besós III) y Naturgy (grupo Besós IV).

## Historia
La central del Besós se sitúa en la zona litoral de San Adrián, en una ubicación donde se encuentran otras dos centrales térmicas, la central térmica de San Adrián (o de las tres chimeneas) y el ciclo combinado Besós V, ambas propiedad de Endesa.
Los trabajos de construcción comenzaron en 2000, siendo adjudicados a Alstom, interviniendo también otras empresas como Duro Felguera. Su coste total fue de 360 millones €, y su conexión a la red se produjo el 21 de junio de 2002. Los dos grupos que la componen son propiedad de Naturgy y Endesa.

## Características
Características principales de la instalación:
- 2 grupos mono-eje de 400 MW
- Rendimiento total neto: 58%
- Turbogenerador: Modelo GT26 de Alstom.
  - Combustión escalonada y doble expansión.
  - Consumo: 677 MWh.
- Caldera recuperación: Vertical sin postcombustión.
  - 3 niveles de presión.
  - Temperatura de salida de gases: 100 °C.
- TV: Vapor recalentado a 565 °C.
  - Potencia:142 MW
  - Presión condensador: 0,08 bares.
- Sistema de refrigeración: Circuito abierto de agua de mar.